# 全臺首邑縣城隍廟
全臺首邑縣城隍廟為臺灣清治時期所設之對應臺灣縣的官祀城隍廟，當時稱為「臺灣縣城隍廟」，位於臺南市北區。雖然其歷史可追溯到清康熙年間，但現在的廟宇建築是戰後1980年1月重建而成的。

## 沿革
臺灣縣城隍廟由臺灣縣知縣張宏於康熙五十年（1711年）捐俸興建，最初位置是在東安坊的縣署北邊，因為未留下相關記載而無法得知當時的規模。乾隆十年（1745）知縣李閶權捐資修繕，並砌城隍廟前石道。後來到了乾隆十五年（1750年），知府方邦基、知縣魯鼎梅將廟移到了鎮北坊赤崁樓右邊，但隔年（1751）魯鼎梅又移到了縣署北邊。之後屢次修建，其中知縣薛志亮於嘉慶十二年（1807年）修建兩廊，擴大了廟宇規模。同治十三年（1874）府城設有團練總局，並將府城內外分六段，其中的北段保甲局即設於縣城隍廟。
而在日治時期，該廟被日軍佔用，後改為陸軍衛戍病院宿舍。之後日軍通知領回廟產，但當時的主事者對日軍感到畏懼不敢前往，致廟產為臺南慈惠院接用。後來因附近居民踴躍捐資，於明治四十一年（1908年）9月用140圓向陸振芳購買今址上的民房改建成廟宇。後來該廟再次重建，於昭和七年（1932年）完工。
二次大戰後，該廟在民國五十五年（1966年）4月重修落成且舉行祈安建醮法會，兩年後（1968年）又增建地藏王殿。之後因為廟樑腐朽，該廟於民國六十七年（1978年）9月募款重修，於六十九年（1980年）1月完工而成今貌。

## 廟況概述

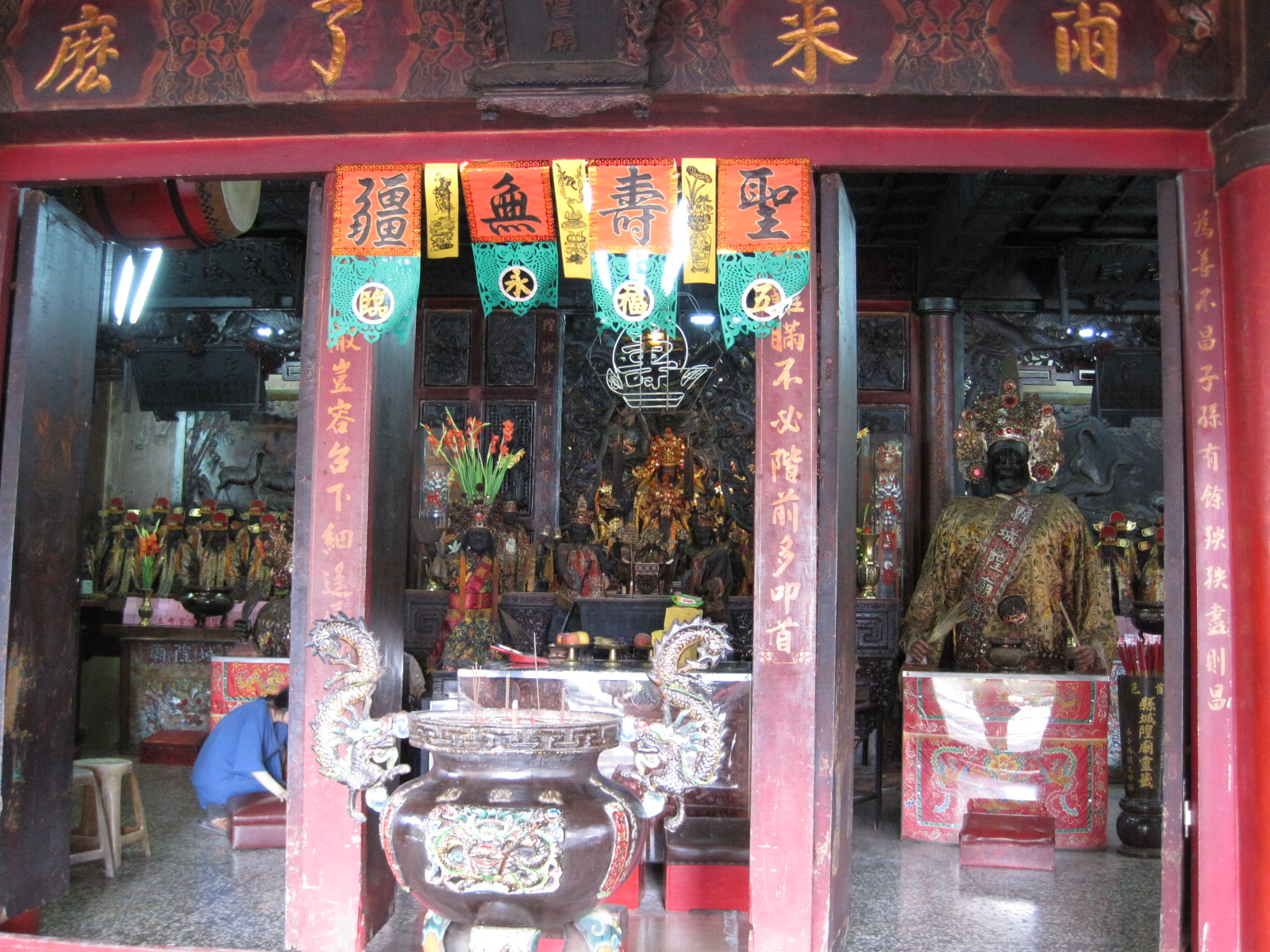
正門

縣城隍廟現為一進三開間建築，門楣上書寫「爾來了麼」，於正殿則有對聯「陽報．陰報．善報．惡報．速報．遲報．豈曰無報，天知．地知．神知．鬼知．你知．我知．莫云不知」。正殿神龕供奉「顯祐伯城隍尊神」，兩旁從祀文武判官與七爺八爺，而正殿兩邊則為二十四司。而在廟宇左側，則為地藏王殿。
此外在縣城隍廟內留有過去社稷壇與山川壇祭祀時所用的「社之神」、「稷之神」、「風雲雷雨之神」、「山川之神」與「城隍之神」等木質神位。

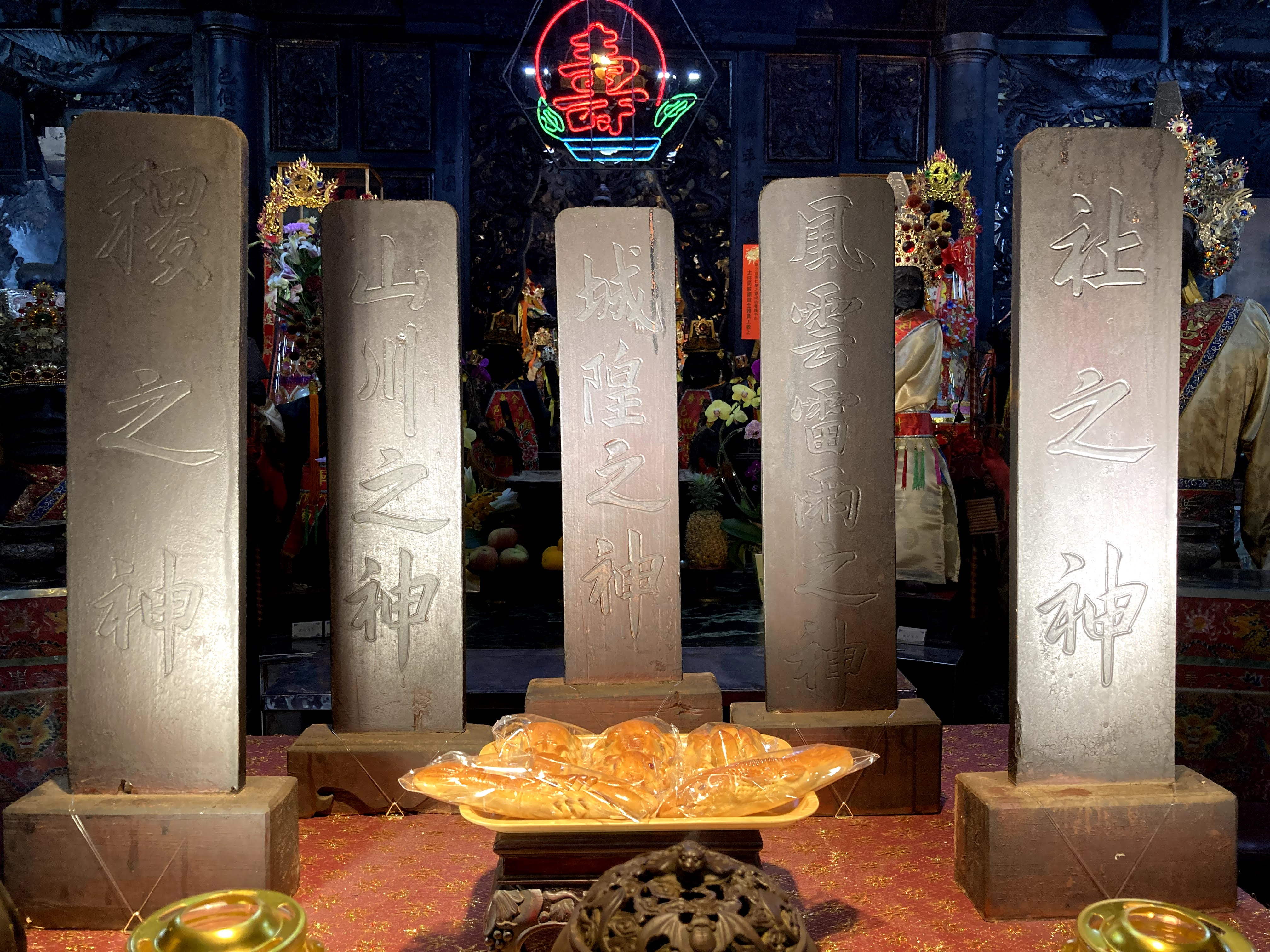
全臺首邑縣城隍廟，超過300年歷史的原始神位

## 祭典活動
- 清水祖師佛誕：農曆一月六日[2]
- 童子爺公聖誕：農曆二月十二日[2]
- 城隍聖誕：農曆四月二十日[2]
- 城隍飛升日：農曆五月十三日[2]
- 城隍夜巡：農曆8月初，第二個周末。該活動原本中斷20多年，於2001年9月22日重新舉辦[2]。
- 遶境：不定期舉行。[2]

## 其他
該廟的鎮殿城隍據說是縣城隍廟建立之初即有的神像，其面貌據說是參照首任臺灣縣知縣沈朝聘的樣貌製作。